# Templo Votivo de Maipú
O Templo Votivo de Maipú ou Basílica de Nossa Senhora de Carmen é um templo católico que sua construção foi ordenada pelo capitão-general e Diretor Supremo Bernardo O'Higgins, para agradecer e cumprir a promessa que fez para a Virgem da Carmen, devido a vitória do Exército do Chile junto ao Exército dos Andes nas planícies de Maipú, onde se assegurou a Independência do Chile.
É chamado Votivo devido aos votos que O'Higgins realizou para a Virgem. Em 15 de novembro de 1818, foi colocada e benzida a primeira pedra da Capela da Vitória o Igreja Votiva de Maipú. Posteriormente e depois de 64 anos de intermitente construção por falta de recursos, foi inaugurada a antiga Igreja. Mas, em 1906, após um violento terremoto e posteriormente um tremor fizeram-se necessária a reconstrução do templo. Em 8 de dezembro de 1942, o congresso mariano que se foi celebrado em Santiago, tomou como único acordo desta reunião construir um grandioso santuário em Maipú, nos terrenos da antiga Capela da Victória para honrar a Virgem de Carmen.

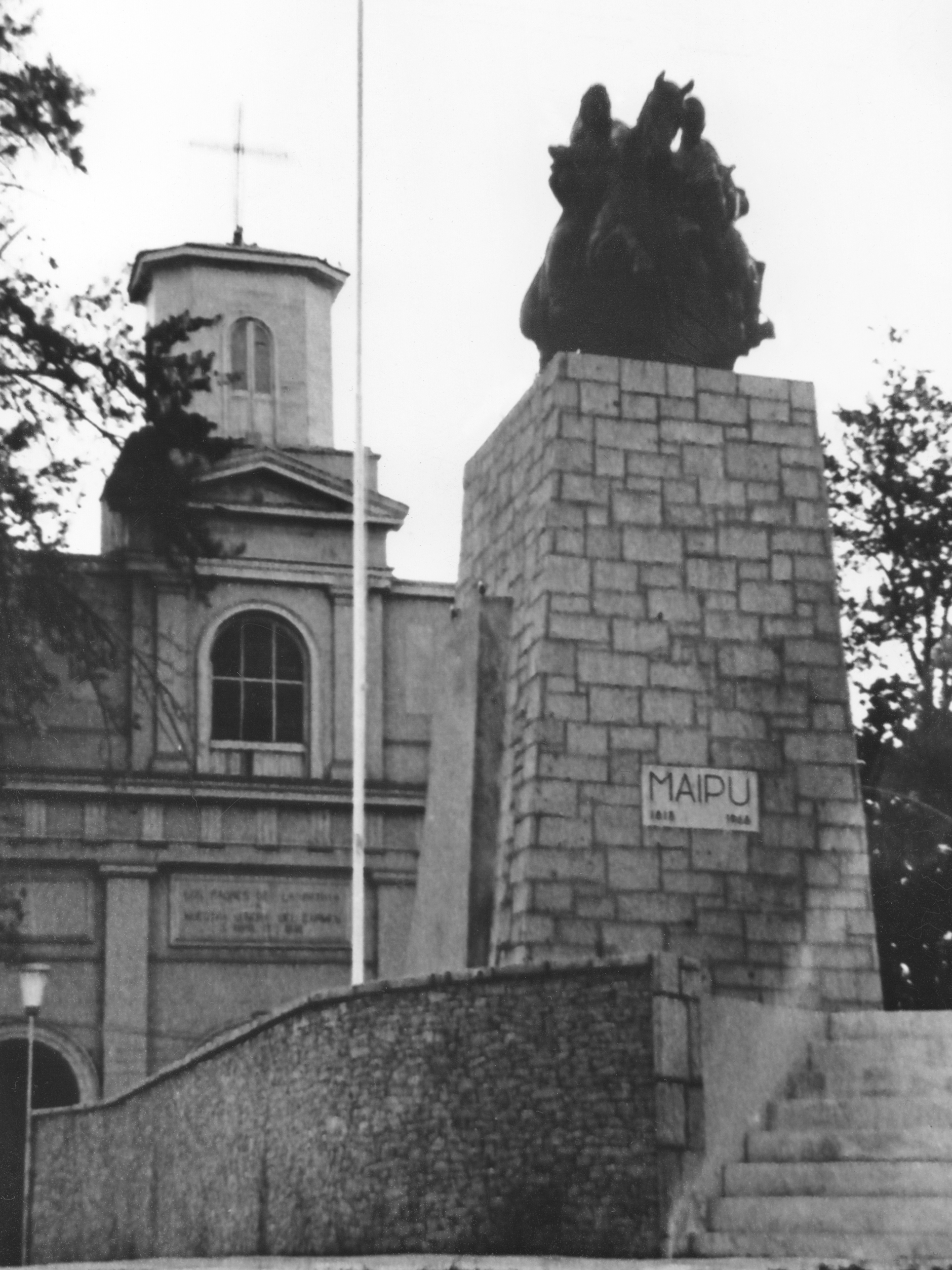
A fachada da antiga Capela da Victória.

É assim como em 16 de julho de 1948 o Arcebispo de Santiago, e depois Cardeal, Monsenhor José María Caro mandou iniciar a construção do novo santuário. O desenho ganhador do concurso foi o do chileno Juan Martínez Gutiérrez. Durante os longos anos da Construção do atual templo, grupos católicos, como Igreja Jovem ou Clandestina, se opuseram a construção de dita obra, devido que o qualificaram um luxo, e propunham entregar o dinheiro invertido em dita construção, para as pessoas mais pobres, tanto da Arquidiocese, como do resto do país. Este grupo foi liderado por Leonardo Jeffs e davam entrevistas anônimas a diferentes meios de comunicação.

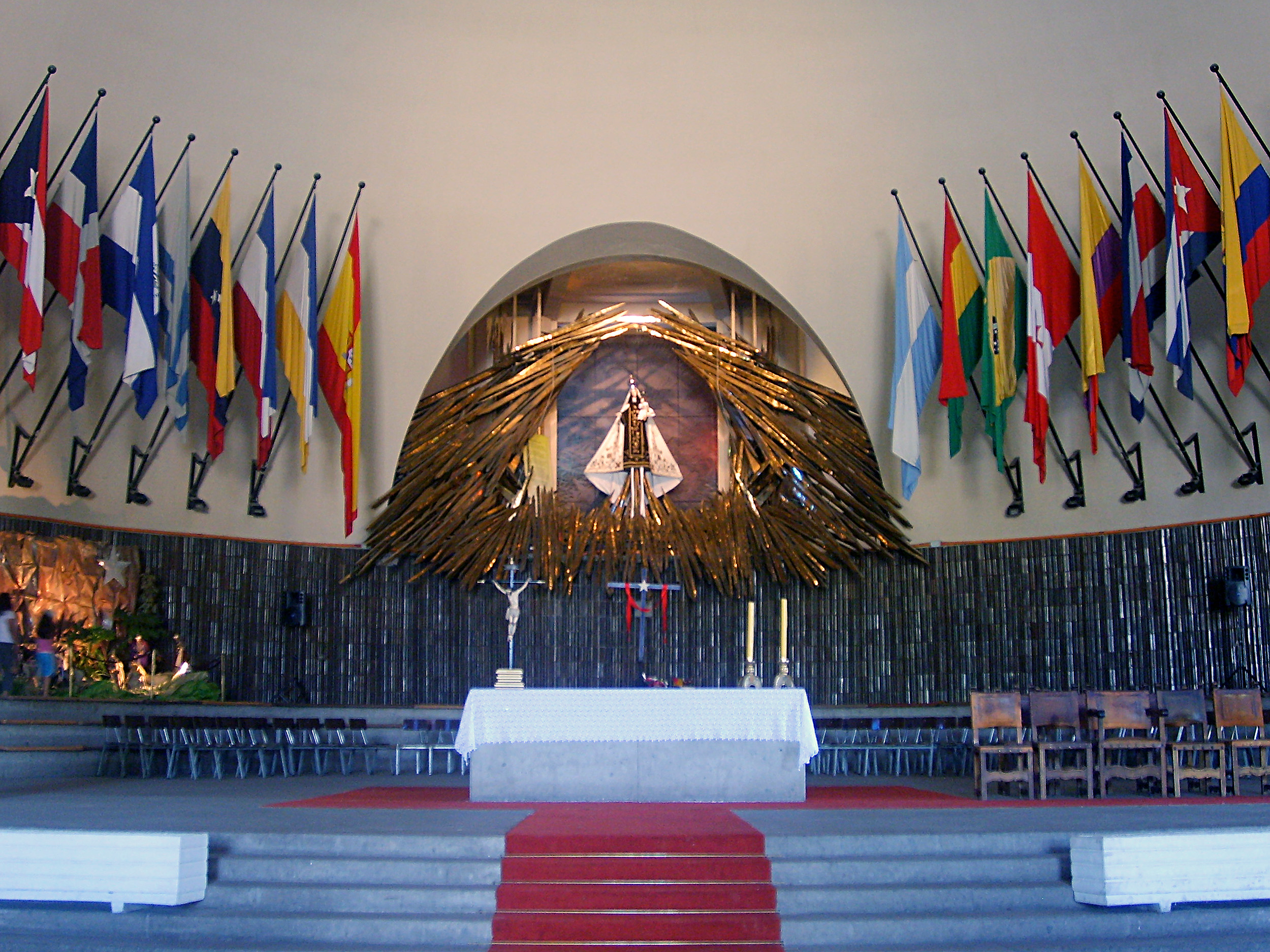
Altar Mayor del Templo Votivo de Maipú com a imagem a Virgem de Carmen.

A obra demorou devido a falta de recursos, mas finalmente em 24 de outubro de 1974, e graças a Fundação Voto Nacional O'Higgins (da qual depende o Santuário n a atualidade) foi inaugurado o Templo Votivo de Maipú. Em novembro daquele ano, os bispos do Chile, presididos pelo Cardeal Arcebispo de Santiago Monsenhor Raúl Silva Henríquez consagram o templo. É assim como o grande santuário de Chile começa a funcionar para que os feligreses que cultuam a imagem da Virgem de Carmen que, em 1987 foi coroada pelo Papa João Paulo II quando este realizou uma visita apostólica ao Chile. Nesta mesma visita, o Papa também outorgou ao Templo o título de Basílica. Desde então, está aos cuidados da Sociedade dos Padres de Schoenstatt.
Em dezembro de 2008, o Templo Votivo de Maipú recebeu junto a outros 17 edifícios o Prêmio Obra Bicentenário, o qual valoriza o aporte destes ao desenvolvimento urbano no Chile durante a primeira metade do século XX.
Aos meados de 2011 começaram os trabalhos para habilitar o mirador localizado na torre central do Templo, a 66 metros de altura. Este projeto terá um custo de 480 milhões de pesos, que será financiado graças a um empréstimo que o Banco Interamericano de Desenvolvimento lhe outorgou ao Chile para recuperar sítios patrimoniais.